# 2:40-Stunden-Rennen von Road America 2025

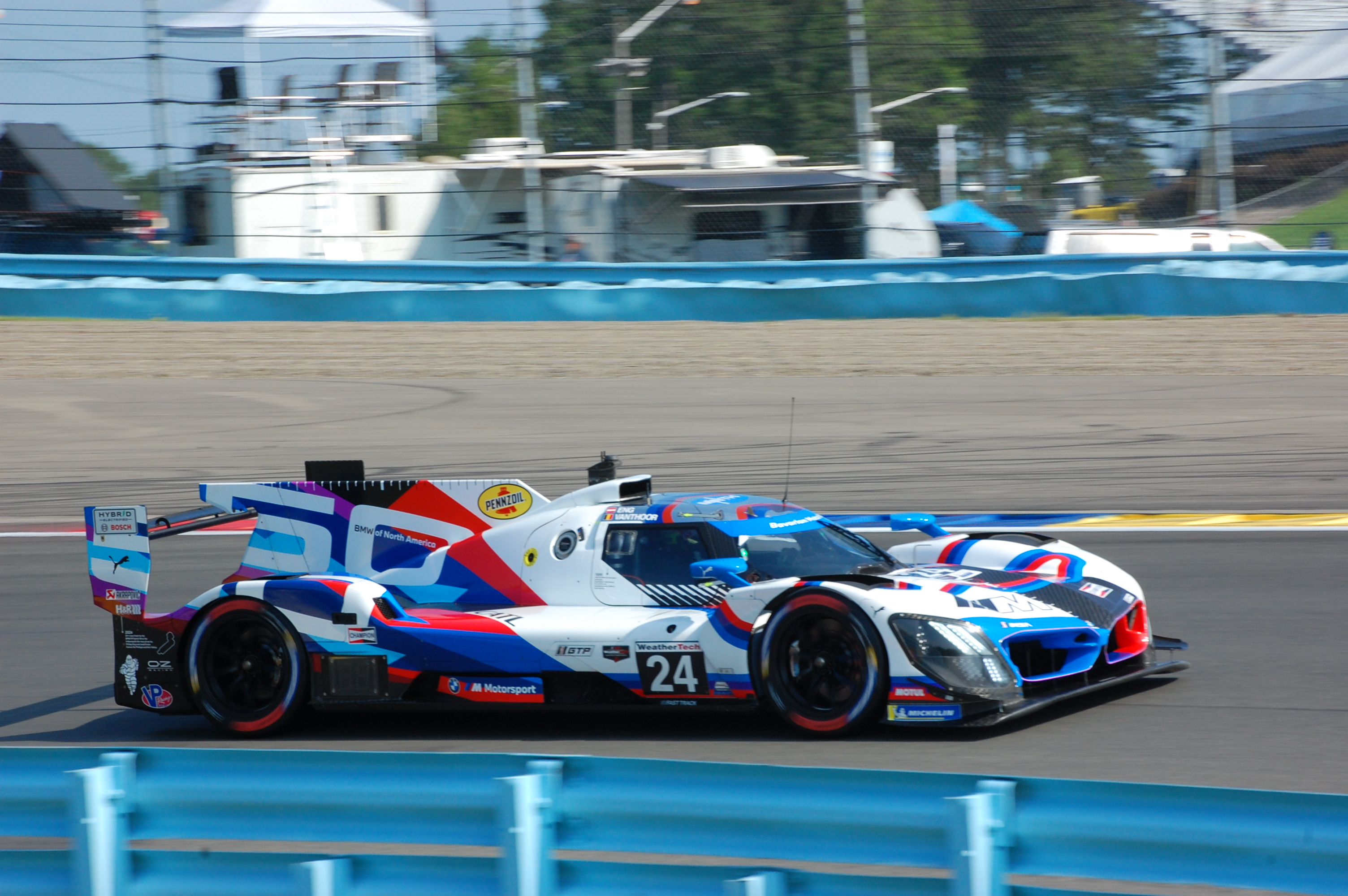
BMW M Hybrid V8 mit der Startnummer 24; Siegerwagen von Philipp Eng und Dries Vanthoor

Das 2:40-Stunden-Rennen von Road America 2025, auch 2025 Motul SportsCar Grand Prix, fand am 3. August auf der Rennstrecke von Road America statt und war der achte Wertungslauf der IMSA WeatherTech SportsCar Championship dieses Jahres.

## Das Rennen
Mit einem Doppelsieg der beiden BMW M Hybrid V8 ging das 2:40-Stunden-Rennen von Rad America zu Ende. Für das Team Rahal Letterman Lanigan Racing war der Erfolg eine Genugtuung, da die Motorsportabteilung von BMW in der Woche vor dem Rennen die Beendigung der langjährigen Partnerschaft mit dem US-amerikanischen Rennteam mit dem Ablauf der Saison 2025 bekannt gegeben hatte. Das Renen gewannen Philipp Eng und Dries Vanthoor mit dem Vorsprung von 2,5 Sekunden auf die Teamkollegen Sheldon van der Linde und Marco Wittmann.

## Ergebnisse

### Schlussklassement
| 1           | GTP     | 24  | BMW M Team RLL                               | Philipp Eng Dries Vanthoor              | BMW M Hybrid V8                  | 66 |
| 2           | GTP     | 25  | BMW M Team RLL                               | Sheldon van der Linde Marco Wittmann    | BMW M Hybrid V8                  | 66 |
| 3           | GTP     | 93  | Acura Meyer Shank Racing with Curb-Agajanian | Renger van der Zande Nick Yelloly       | Acura ARX-06                     | 66 |
| 4           | GTP     | 31  | Cadillac Whelen                              | Jack Aitken Earl Bamber                 | Cadillac V-Series.R              | 66 |
| 5           | GTP     | 6   | Porsche Penske Motorsport                    | Matt Campbell Mathieu Jaminet           | Porsche 963                      | 66 |
| 6           | GTP     | 23  | Aston Martin THOR Team                       | Roman De Angelis Ross Gunn              | Aston Martin Valkyrie AMR-LMH    | 66 |
| 7           | GTP     | 60  | Acura Meyer Shank Racing with Curb-Agajanian | Tom Blomqvist Colin Braun               | Acura ARX-06                     | 66 |
| 8           | GTP     | 10  | Cadillac Wayne Taylor Racing                 | Filipe Albuquerque Ricky Taylor         | Cadillac V-Series.R              | 66 |
| 9           | GTP     | 40  | Cadillac Wayne Taylor Racing                 | Louis Delétraz Jordan Taylor            | Cadillac V-Series.R              | 66 |
| 10          | GTP     | 85  | JDC–Miller MotorSports                       | Gianmaria Bruni Tijmen van der Helm     | Porsche 963                      | 66 |
| 11          | LMP2    | 99  | AO Racing                                    | Dane Cameron P. J. Hyett                | Oreca 07                         | 66 |
| 12          | LMP2    | 43  | Inter Europol Competition                    | Connor De Phillippi Jeremy Clarke       | Oreca 07                         | 66 |
| 13          | LMP2    | 11  | TDS Racing                                   | Mikkel Jensen Steven Thomas             | Oreca 07                         | 66 |
| 14          | LMP2    | 2   | United Autosports USA                        | Phil Fayer Ben Hanley                   | Oreca 07                         | 66 |
| 15          | LMP2    | 18  | Era Motorsport                               | Kakunoshin Ohta Tobias Lütke            | Oreca 07                         | 66 |
| 16          | LMP2    | 04  | CrowdStrike Racing by APR                    | Malthe Jakobsen George Kurtz            | Oreca 07                         | 66 |
| 17          | LMP2    | 8   | Tower Motorsports                            | Sébastien Bourdais John Farano          | Oreca 07                         | 66 |
| 18          | LMP2    | 73  | Pratt Miller Motorsports                     | Christopher Cumming Pietro Fittipaldi   | Oreca 07                         | 66 |
| 19          | LMP2    | 79  | JDC–Miller MotorSports                       | Scott Andrews Gerry Kraut               | Oreca 07                         | 66 |
| 20          | LMP2    | 79  | Team Tonis                                   | Tõnis Kasemets Matthew Brabham          | Oreca 07                         | 66 |
| 21          | LMP2    | 74  | Riley Technologies                           | Felipe Fraga Gar Robinson               | Oreca 07                         | 66 |
| 22          | GTP     | 7   | Porsche Penske Motorsport                    | Felipe Nasr Nick Tandy                  | Porsche 963                      | 66 |
| 23          | GTD-Pro | 1   | Paul Miller Racing                           | Madison Snow Neil Verhagen              | BMW M4 GT3 Evo                   | 62 |
| 24          | GTD-Pro | 64  | Ford Multimatic Motorsports                  | Sebastian Priaulx Mike Rockenfeller     | Ford Mustang GT3                 | 62 |
| 25          | GTD-Pro | 81  | DragonSpeed                                  | Albert Costa Giacomo Altoè              | Ferrari 296 GT3                  | 62 |
| 26          | GTD     | 021 | Triarsi Competizione                         | Kenton Koch Onofrio Triarsi             | Ferrari 296 GT3                  | 62 |
| 27          | GTD     | 78  | Forte Racing                                 | Mario Farnbacher Misha Goikhberg        | Lamborghini Huracán GT3 Evo 2    | 62 |
| 28          | GTD-Pro | 3   | Corvette Racing by Pratt Miller Motorsports  | Antonio García Alexander Sims           | Chevrolet Corvette Z06 GT3.R     | 62 |
| 29          | GTD     | 34  | Conquest Racing                              | Manny Franco Daniel Serra               | Ferrari 296 GT3                  | 62 |
| 30          | GTD     | 96  | Turner Motorsport                            | Robby Foley Patrick Gallagher           | BMW M4 GT3 Evo                   | 62 |
| 31          | GTD     | 45  | Wayne Taylor Racing                          | Danny Formal Trent Hindman              | Lamborghini Huracán GT3 Evo 2    | 62 |
| 32          | GTD-Pro | 65  | Ford Multimatic Motorsports                  | Christopher Mies Frédéric Vervisch      | Ford Mustang GT3                 | 62 |
| 33          | GTD     | 120 | Wright Motorsports                           | Adam Adelson Elliott Skeer              | Porsche 911 GT3 R (992)          | 62 |
| 34          | GTD     | 13  | AWA                                          | Matthew Bell Orey Fidani                | Chevrolet Corvette Z06 GT3.R     | 62 |
| 35          | GTD     | 36  | DXDT Racing                                  | Alec Udell Robert Wickens               | Chevrolet Corvette Z06 GT3.R     | 62 |
| 36          | GTD     | 27  | Heart of Racing Team                         | Tom Gamble Casper Stevenson             | Aston Martin Vantage AMR GT3 Evo | 62 |
| 37          | GTD     | 57  | Winward Racing                               | Philip Ellis Russell Ward               | Mercedes-AMG GT3 Evo             | 62 |
| 38          | GTD-Pro | 9   | Pfaff Motorsports                            | Andrea Caldarelli Marco Mapelli         | Lamborghini Huracán GT3 Evo 2    | 62 |
| 39          | GTD     | 12  | Vasser Sullivan Racing                       | Jack Hawksworth Parker Thompson         | Lexus RC F GT3                   | 62 |
| 40          | GTD-Pro | 48  | Paul Miller Racing                           | Dan Harper Max Hesse                    | BMW M4 GT3 Evo                   | 62 |
| 41          | GTD     | 77  | AO Racing                                    | Klaus Bachler Laurin Heinrich           | Porsche 911 GT3 R (992)          | 62 |
| 42          | GTD-Pro | 14  | Vasser Sullivan Racing                       | Ben Barnicoat Aaron Telitz              | Lexus RC F GT3                   | 62 |
| Ausgefallen |         |     |                                              |                                         |                                  |    |
| 43          | LMP2    | 88  | AF Corse                                     | Luís Pérez Companc Matías Pérez Companc | Oreca 07                         | 65 |
| 44          | GTD-Pro | 4   | Corvette Racing by Pratt Miller Motorsports  | Nicky Catsburg Tommy Milner             | Chevrolet Corvette Z06 GT3.R     | 56 |
| 45          | GTD     | 66  | Gradient Racing                              | Jenson Altzman Robert Megennis          | Ford Mustang GT3                 | 26 |
| 46          | LMP2    | 52  | PR1/Mathiasen Motorsports                    | Naveen Rao Benjamin Pedersen            | Oreca 07                         | 21 |
| 47          | LMP2    | 22  | United Autosports USA                        | Dan Goldburg Paul di Resta              | Oreca 07                         | 21 |
| 48          | GTD     | 70  | Inception Racing                             | Brendan Iribe Frederik Schandorff       | Ferrari 296 GT3                  | 4  |

### Nur in der Meldeliste
Zu diesem Rennen sind keine weiteren Meldungen bekannt.

### Klassensieger
| Klasse  | Fahrer       | Fahrer          | Fahrzeug        | Platzierung im Gesamtklassement |
| ------- | ------------ | --------------- | --------------- | ------------------------------- |
| GTP     | Philipp Eng  | Dries Vanthoor  | BMW M Hybrid V8 | Gesamtsieg                      |
| LMP2    | Dane Cameron | P. J. Hyett     | Oreca 07        | Rang 11                         |
| GTD-Pro | Madison Snow | Neil Verhagen   | BMW M4 GT3 Evo  | Rang 23                         |
| GTD     | Kenton Koch  | Onofrio Triarsi | Ferrari 296 GT3 | Rang 26                         |

### Renndaten
- Gemeldet: 48
- Gestartet: 48
- Gewertet: 42
- Rennklassen: 4
- Zuschauer: unbekannt
- Wetter am Renntag: warm und trocken
- Streckenlänge: 6,515 km
- Fahrzeit des Siegerteams: 2:40:20,740  Stunden
- Gesamtrunden des Siegerteams: 66
- Gesamtdistanz des Siegerteams: 429,990 km
- Siegerschnitt: unbekannt
- Pole Position: Renger van der Zande – Acura ARX-06 (#93) – 1:48,828 = 134,153 km/h
- Schnellste Rennrunde: Tom Blomqvist – Acura ARX-06 (#60) – 1:51,742 = 130,415 km/h
- Rennserie: 8. Lauf zur IMSA WeatherTech SportsCar Championship 2025